# Bóng đá tại Berlin

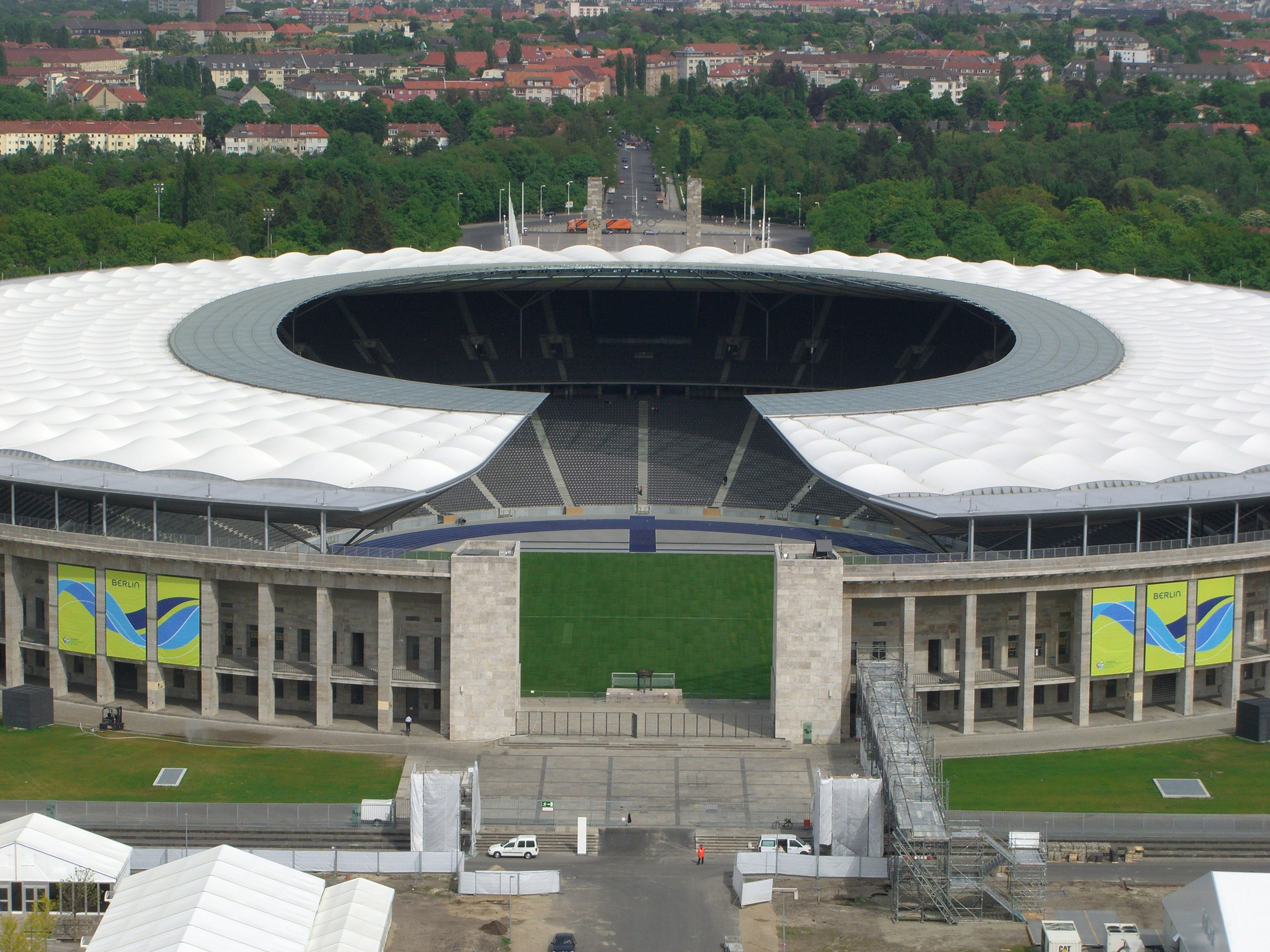
Sân vận động Olympiastadion ở Berlin là nơi đã diễn ra trận Chung kết FIFA World Cup 2006. Chung kết DFB Cup được tổ chức hàng năm tại đây kể từ năm 1985.

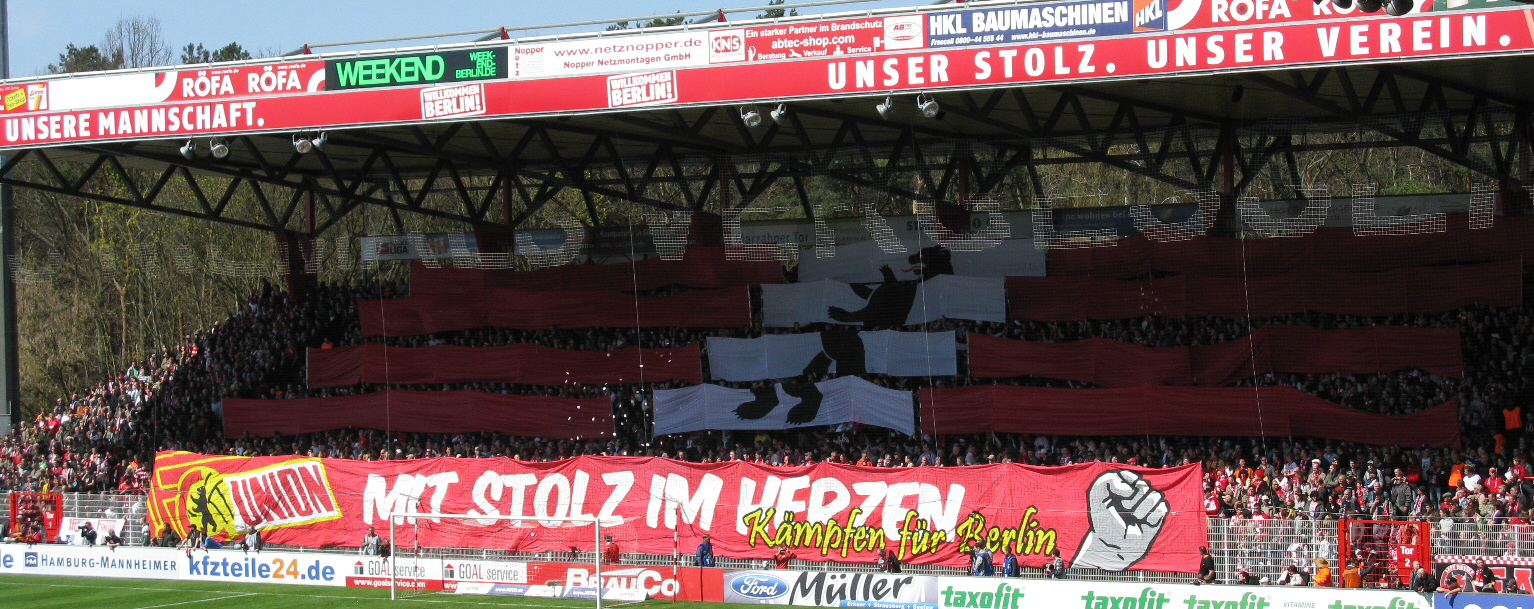
Cổ động viên trong trận đấu của 1. FC Union Berlin.

Bóng đá ở Berlin, thủ đô của Đức, có một lịch sử lâu dài. Thành phố đã đóng góp 24 trong số 86 đội sáng lập DFB - Hiệp hội bóng đá Đức. Chung kết DFB Cup được tổ chức hàng năm tại Olympiastadion kể từ năm 1985.
Hai câu lạc bộ bóng đá chính ở Berlin là Hertha BSC và 1. FC Union Berlin. Hertha BSC, đội sáng lập DFB, đã chơi trong hệ thống Tây Đức trong Chiến tranh Lạnh. 1. FC Union Berlin đã chơi trong hệ thống Đông Đức.
Sân vận động Olympic đã tổ chức giai đoạn sau của bóng đá tại Thế vận hội Mùa hè 1936, với các trận đấu khác diễn ra tại các sân nhỏ hơn trong thành phố. Sân cũng là một địa điểm tại vòng bảng FIFA World Cup 1974 có cả Tây và Đông Đức. Trận chung kết FIFA World Cup 2006 được tổ chức tại Olympiastadion và chứng kiến Italia đánh bại Pháp trên chấm phạt đền. Năm 2015, trận chung kết UEFA Champions League được tổ chức tại Berlin.

## Văn hóa bóng đá

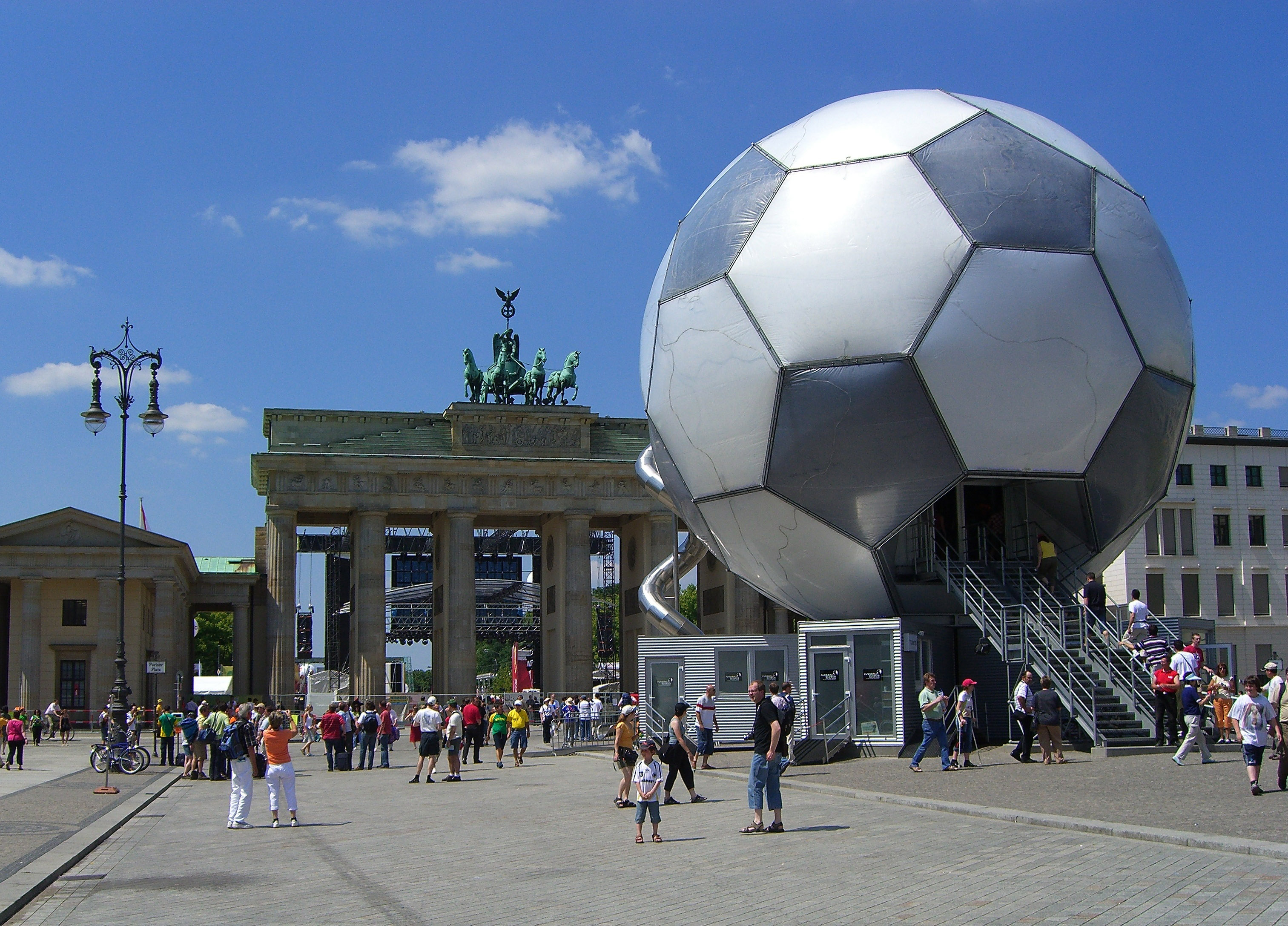
Fan Fest 2006.

Các cuộc tụ họp ngoài trời của hàng trăm ngàn khán giả đã trở nên phổ biến trong các giải bóng đá quốc tế, như World Cup hay UEFA European Championship. Nhiều người hâm mộ và khán giả đến với nhau để xem các trận đấu trên màn hình video lớn. Sự kiện này được gọi là Fan Mile và diễn ra tại Cổng Brandenburg cứ hai năm một lần.

## Các câu lạc bộ
Ở Berlin có rất nhiều câu lạc bộ bóng đá, trong đó nổi tiếng nhất là Hertha BSC và 1. FC Union Berlin đang thi đấu tại Bundesliga. Có 6 câu lạc bộ đang thi đấu tại giải hạng tư, trong đó có BFC Dynamo (Dynamo Berlin), câu lạc bộ nổi tiếng của Đông Đức cũ, FC Viktoria 1889 Berlin từng vô địch Đức những năm đầu thế kỉ 20, và cả đội trẻ của Hertha.

### Hertha BSC

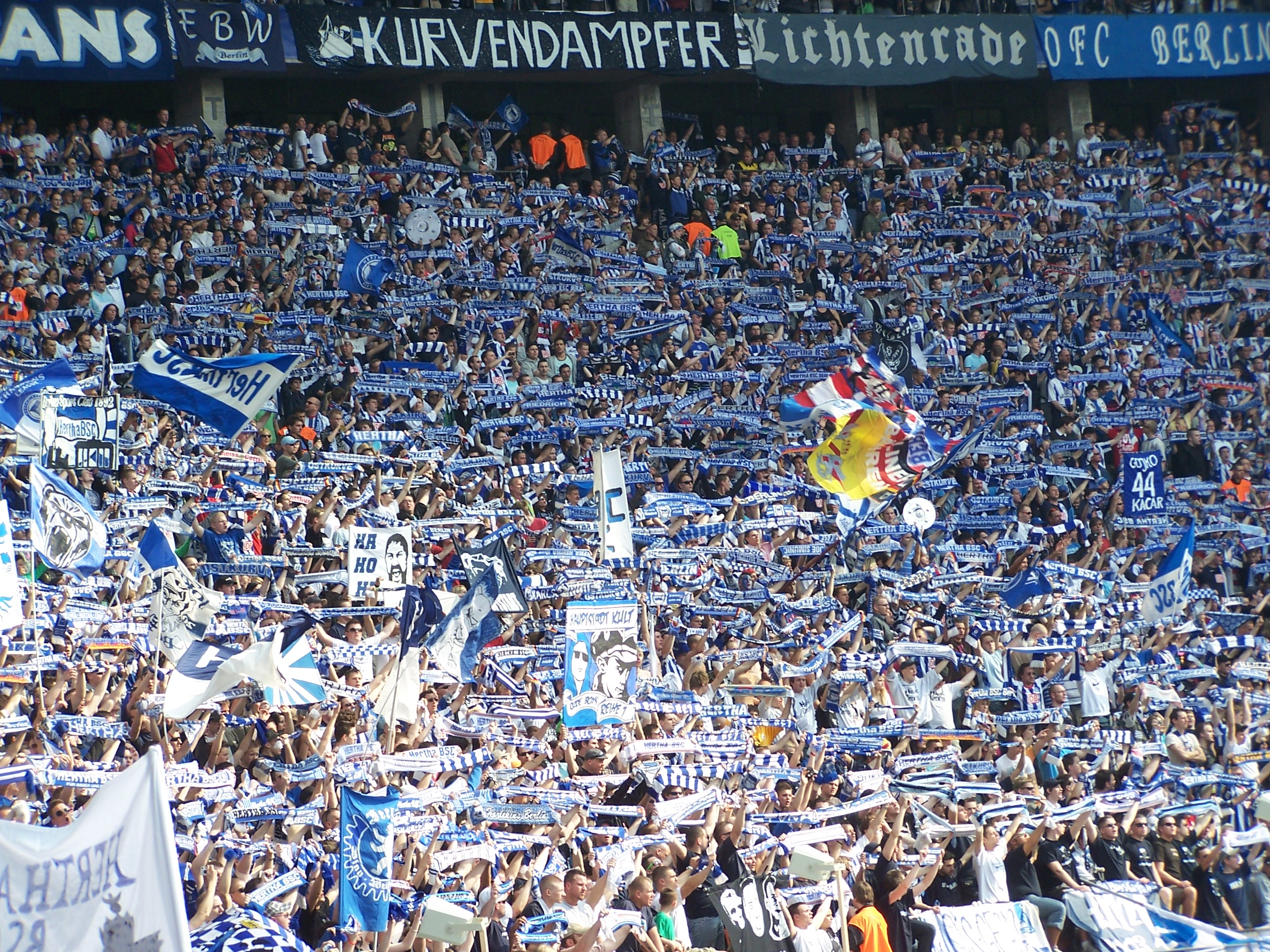
Người hâm mộ Hertha BSC trong Sân vận động Olympic.

Hertha BSC được thành lập vào ngày 25 tháng 7 năm 1892 và là thành viên sáng lập của Hiệp hội bóng đá Đức (DFB) vào năm 1900. Hertha đã giành được hai chức vô địch Đức duy nhất vào năm 1930 và 1931, đó là chức vô địch DFB cuối cùng giành được bởi một câu lạc bộ Berlin. Hertha là câu lạc bộ thành công nhất trong giải vô địch bóng đá Brandenburg (1892-1933), vô địch 12 lần, bao gồm bảy danh hiệu liên tiếp từ năm 1925 đến năm 1931 và mùa giải cuối cùng năm 1932-1933 trước khi Đức quốc xã bãi bỏ giải đấu.
Câu lạc bộ là thành viên sáng lập Bundesliga Đức năm 1963, nhưng chưa bao giờ giành được danh hiệu vô địch. Họ hiện đang chơi ở Bundesliga sau khi thăng hạng và giành danh hiệu vô địch 2. Bundesliga mùa giải 2012-13. Hertha thuê sân vận động Olympic để thi đấu.
Mùa giải 1999-2000, Hertha là đại diện đầu tiên của Berlin tại UEFA Champions League, đánh bại Anorthosis Famagusta của Síp để đủ điều kiện tham dự vòng bảng đầu tiên, và đội đi tiếp sau khi loại AC Milan. Trong vòng bảng thứ hai, họ đã bị loại với vị trí bét bảng.

### 1. FC Union Berlin
Union Berlin là một trong hai câu lạc bộ mạnh nhất ở Berlin hiện nay, cùng với Hertha. Câu lạc bộ có nguồn gốc từ năm 1906, và mang tên như hiện nay từ năm 1966. Trong thời chiến tranh lạnh, câu lạc bộ thi đấu tại giải của Đông Đức và là câu lạc bộ mạnh thứ nhì của Đông Berlin, sau Dynamo Berlin. Sau tái thống nhất Đức, hầu hết các câu lạc bộ Đông Đức cũ không chịu được áp lực của nền bóng đá chuyên nghiệp và nhanh chóng phá sản hoặc suy sụp, riêng Union Berlin vẫn duy trì được bản sắc và phát triển mạnh mẽ, được thăng hạng Bundesliga năm 2019.

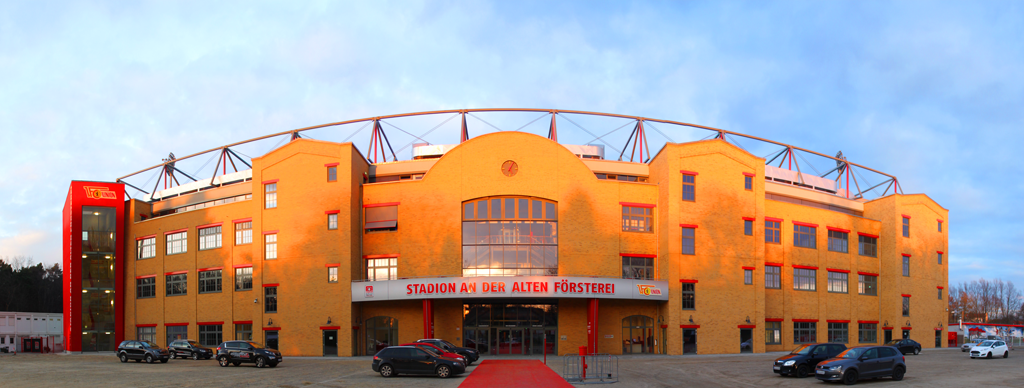
Union Berlin đã chơi tại Stadion An der Alten Försterei từ năm 1920.

FC Olympia 06 Oberschöneweide được thành lập vào năm 1906, từ sự hợp nhất của ba câu lạc bộ địa phương nhỏ hơn ở Oberschöneweide (mặc dù một đội có cùng tên đã giành danh hiệu Đức năm trước, Union 92 Berlin). Đội bóng đã là á quân trong giải vô địch bóng đá Đức năm 1923, họ thua 0-3 trong trận chung kết trước Hamburger SV.
Sau Thế chiến II, câu lạc bộ tạm thời bị giải tán, và sau đó được tái lập thành SG Oberschöneweide. Nằm ở phía đông của Berlin, câu lạc bộ chịu thiệt hại nặng nề từ sự phân chia của thành phố. Do chính quyền Liên Xô áp đặt lệnh cấm du lịch đối với câu lạc bộ, hầu hết các cầu thủ và huấn luyện viên đã rời đến Tây Berlin vào năm 1950 để thành lập SC Union 06 Berlin. Phần còn lại tồn tại với tên SG Union Oberschöneweide, là tên của câu lạc bộ kể từ năm 1948. Sau một loạt các thay đổi và sáp nhập tên, câu lạc bộ đã được thành lập lại thành câu lạc bộ bóng đá 1. FC Union Berlin vào năm 1966. Mặc dù có một chút thành công ở Đức sau chia tách, Union tương đối không thành công ở Đông Đức, thường xuyên lên xuống giữa hạng nhất và hạng nhì. Đội vô địch cúp Đông Đức năm 1968.
Sau thống nhất, đội được tham gia Regionalliga, giải hạng ba Đức khi đó. Trong những năm 1990, câu lạc bộ đã có mặt chủ yếu ở các giải đấu khu vực (giải hạng ba) và được thăng hạng 2. Bundesliga năm 2001. Sau ba năm, họ đã xuống hạng liên tiếp hai lần xuống giải hạng tư nhưng đã giành chiến thắng giải hạng tư và trở lại giải hạng 3 ngay sau đó. Đội là một thành viên sáng lập giải 3. Liga và ngay lập tức thăng hạng 2. Bundesliga năm 2009. Union đã lọt vào trận chung kết Cúp quốc gia Đức năm 2000-01 trước khi thua 0-2 trước Schalke 04. Union đã thăng hạng Bundesliga lần đầu tiên trong lịch sử vào năm 2019, sau khi đẩy VfB Stuttgart xuống hạng trong trận play-off, với tổng tỉ số 2-2 và ghi nhiều bàn hơn trên sân khách. Câu lạc bộ có chiến thắng đầu tiên tại Bundesliga tại vòng 3 giải Bundesliga mùa 2019-2020, giành chiến thắng 3-1 trước Borussia Dortmund
Câu lạc bộ chơi tại Stadion An der Alten Försterei, nơi mà câu lạc bộ và những đội tiền nhiệm đã thi đấu từ năm 1920. Sân vận động có sức chứa 22.012 khán giả, và đặc biệt ở chỗ phần lớn là chỗ đứng thay vì chỗ ngồi. Sân cũng được biết đến với các sự kiện như "Weihnachtssingen" (Sự kiện Carols Giáng sinh) hàng năm và "WM-Wohnzimmer" (Phòng khách World Cup) vào năm 2014.
Ngày nay, Union Berlin nổi tiếng với lượng người hâm mộ nhiệt tình và sáng tạo và với bài hát "Eisern Union" (Iron Union - Liên minh sắt). Câu lạc bộ được công nhận rộng rãi là một trong những câu lạc bộ được cổ động viên sùng bái bậc nhất của Đức, dựa trên nhiều sáng kiến độc đáo trong hai thập kỷ qua, ví dụ như sự kiện hiến máu lấy tiền quyên góp để câu lạc bộ trả nợ và tồn tại.

### BFC Dynamo

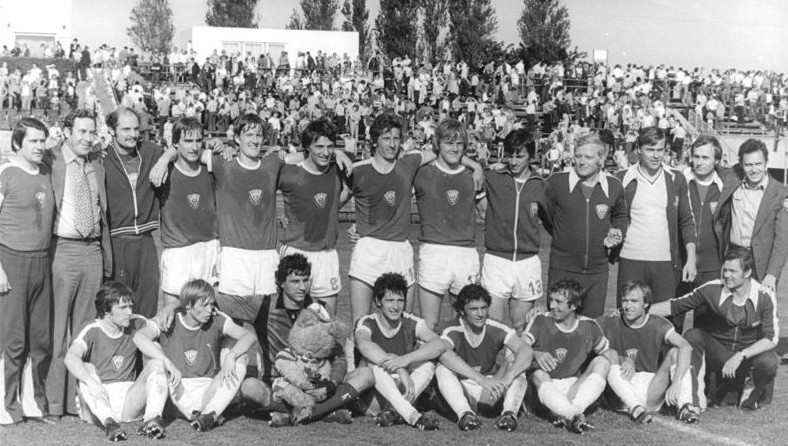
BFC Dynamo vào năm 1979 sau khi giành được danh hiệu đầu tiên trong mười danh hiệu vô địch Đông Đức.

Dynamo Berlin được thành lập vào năm 1953 tại Đông Berlin với tư cách là một câu lạc bộ cho lực lượng cảnh sát bí mật Stasi, và được tái lập vào năm 1966 sau một thời gian tạm lắng ba năm mà không phải thi đấu. Do mối liên hệ của họ, câu lạc bộ đã nổi tiếng về tham nhũng, và đã giành được kỷ lục 10 danh hiệu Đông Đức (liên tiếp từ năm 1977 đến 1988), và 3 Cup.
Dynamo là câu lạc bộ duy nhất ở Berlin lọt vào bán kết của một giải đấu lớn ở châu Âu. Đại diện cho Đông Đức, câu lạc bộ đã lọt vào bán kết Euro Winner's Cup 1971-72 (Cúp C2) trước khi thua trước Dynamo Moscow của Liên Xô trong loạt sút luân lưu.
Sau khi thống nhất, câu lạc bộ tham gia Regionalliga (là giải hạng ba khi đó). Đến năm 2000, câu lạc bộ xuống hạng tư và kể từ đó thăng trầm giữa hạng tư và hạng năm.
Sau mùa giải 2013-14 thành công, câu lạc bộ thăng hạng Regionalliga Đông Bắc (giải hạng tư Đức)  và di chuyển trở lại sân vận động thời hoàng kim, Friedrich-Ludwig-Jahn-Sportpark.

### FC Viktoria 1889 Berlin

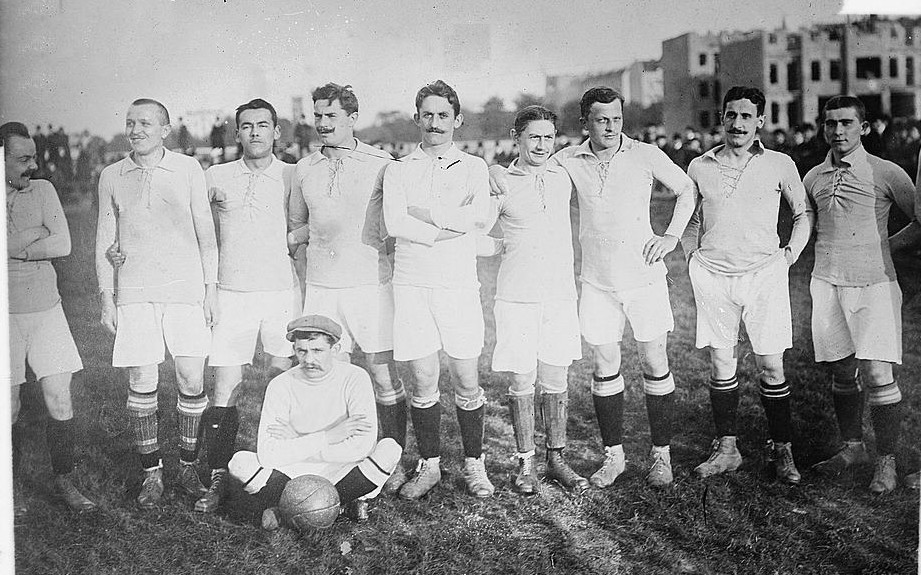
Đội bóng đá của BFC Viktoria vào khoảng 1910-1913.

BFC Viktoria 1889 được thành lập vào năm 1889 và là đội sáng lập DFB vào năm 1900. Câu lạc bộ nổi lên như một câu lạc bộ bóng đá mạnh nhất ở Berlin vào đầu thế kỷ, cho đến Thế chiến I và giành hai chức vô địch Đức (1907-08 và 1910-11). Nó đã bị suy yếu bởi sự phân chia của Berlin trong Chiến tranh Lạnh, vì chỉ một trong những câu lạc bộ của Berlin được phép vào Bundesliga mới vào năm 1963, một vinh dự được trao cho Hertha.
Câu lạc bộ đã được công nhận danh hiệu vô địch Đức mùa giải 1893-94 vào ngày 28 tháng 7 năm 2007, 113 năm sau trận chung kết. Vào mùa giải đó, đối thủ của họ FC Hanau 93 quyết định không đi 400 km đến Berlin để thi đấu trong trận lượt về.
Vào tháng 3 năm 2013, câu lạc bộ đã công bố kế hoạch sáp nhập với Lichterfelder FC. Câu lạc bộ mới thi đấu dưới cái tên FC Viktoria 1889 Berlin, và tên đầy đủ của đội mới là Fußballclub Viktoria 1889 Berlin Lichterfelde-Tempelhof e. V. Mục đích của việc sáp nhập là trở thành câu lạc bộ mạnh thứ ba của bóng đá Berlin, sau Hertha BSC và Union Berlin. Sau một mùa giải 2012-13 thành công, câu lạc bộ đã vô địch Oberliga Nordost và do đó đủ điều kiện cho Regionalliga Nordost - giải hạng tư Đức.

### Tennis Borussia Berlin
Tennis Borussia Berlin được thành lập vào năm 1902 với tên Berliner Tennis- und Ping-Pong-Gesellschaft Borussia lấy tên từ nguồn gốc của nó như là một câu lạc bộ quần vợt và bóng bàn. Borussia là một phiên bản Latin hóa của Phổ và là một tên được sử dụng rộng rãi cho các câu lạc bộ thể thao ở bang Phổ cũ. Năm 1903, câu lạc bộ đã lập đội bóng đá và nhanh chóng phát triển một cuộc cạnh tranh với đội bóng hàng đầu của Berlin Hertha BSC.
Sau Thế chiến II và đầu những năm 1950, TeBe nổi lên như một đội bóng hàng đầu của Berlin nhưng không thể giữ vững phong độ và không được lựa chọn cho giải đấu chuyên nghiệp mới của Đức, Bundesliga, được thành lập vào năm 1963. Đội chơi ở các giải hạng II trong suốt 60 và 70 với ngoại lệ của hai lần thăng hạng ngắn ngủi vào Bundesliga trong 1974-1975 và 1976-1977. Hầu hết những năm 1980 câu lạc bộ chơi ở hạng thứ ba Oberliga Berlin.
Trong hầu hết lịch sử của nó, TeBe đã bị ảnh hưởng bởi các vấn đề tài chính nhưng luôn tìm cách duy trì trong khi nhiều câu lạc bộ khác của Berlin gấp hoặc biến mất trong các vụ sáp nhập.
Cuối cùng, vào năm 2000, câu lạc bộ đã áp dụng tên hiện tại là "Tennis Borussia Berlin", vì câu lạc bộ luôn được biết đến dưới biệt danh này và để tránh bị nhầm lẫn là một câu lạc bộ quần vợt.

### Câu lạc bộ dân tộc
Câu lạc bộ bóng đá Do Thái lâu đời nhất của Berlin, Bar Kochba Berlin, được thành lập vào năm 1898, sáp nhập với một câu lạc bộ khác, Hakoah Berlin vào năm 1930 để thành lập Bar Kochba-Hakoah. Dưới chế độ Đức quốc xã, các câu lạc bộ Do Thái bị tách ra vào năm 1933 và giải thể vào năm 1938. Các câu lạc bộ Do Thái thi đấu các môn thể thao khác từ khi kết thúc chiến tranh, nhưng mãi đến năm 1970, Bar Kochba-Hakoah mới được hồi sinh như một câu lạc bộ bóng đá của Liên minh thế giới Maccabi khuyến khích thể thao Do Thái. Hiện đang thi đấu với tư cách TuS Makkabi Berlin ở Berlin-Liga - hạng sáu, câu lạc bộ đã trở thành biểu tượng ở Đức của Nhà nước Do Thái Israel  vào tháng 10 năm 2006. Mặc dù câu lạc bộ rất yếu và nhận được sự khoan dung trong xã hội Đức, câu lạc bộ đã phải chịu những tiếng hô chống Do Thái, Neo-Nazi từ người hâm mộ và người chơi của VSG Altglienicke.
Türkiyemspor Berlin là một câu lạc bộ Berlin-Liga hạng sáu khác, được thành lập vào năm 1978 và bao gồm những người Đức gốc Thổ Nhĩ Kỳ. Trong năm 2010-11, câu lạc bộ đã rớt khỏi hạng tư. Tên Turkiyemspor được sử dụng bởi các câu lạc bộ người Thổ Nhĩ Kỳ khác ở Đức và nước ngoài. Cựu tuyển thủ Thổ Nhĩ Kỳ Umit Karan bắt đầu sự nghiệp tại câu lạc bộ. SV Yeşilyurt, một câu lạc bộ khác được thành lập bởi những người nhập cư từ Izmir và Istanbul, được thành lập vào năm 1973 và kết thúc năm 2007 khi sáp nhập với Berliner AK 07. AK, mặc dù được thành lập vào năm 1907, đã sáp nhập với nhiều câu lạc bộ người Thổ Nhĩ Kỳ trong lịch sử và từ năm 2006 đã hợp tác với câu lạc bộ Ankarapor của Thổ Nhĩ Kỳ, mang tên và màu sắc của họ cho mùa giải 2006-2007.
FC Polonia Berlin là một câu lạc bộ bóng đá được thành lập bởi người Ba Lan sống ở Berlin và người Đức gốc Ba Lan. Câu lạc bộ được thành lập vào năm 2012, nhưng nó đề cập đến truyền thống của Bulgki Klub Sportowy Berlin thành lập năm 1911 và sáp nhập vào năm 1951 với BSG Handels Organisation Berlin tại BSG Empor Berlin (Đông Berlin). PKS Berlin nằm trong bộ phận thứ ba của CHDC Đức. Polonia Berlin chơi ở Kreisliga C (hạng thứ mười một). Tên Polonia được sử dụng bởi các câu lạc bộ người Ba Lan khác ở Đức (ví dụ Polonia Hamburg) và nước ngoài.
SD Croatia Berlin, thi đấu ở giải hạng tám Berlin Bezirksliga, được thành lập vào năm 1972 cho cộng đồng Croatia của thành phố. Câu lạc bộ futsal của nó đã giành được Cup Futsal DFB vào năm 2010 và 2011.

## Danh sách các câu lạc bộ hiện tại

### Bóng đá nam
Tính đến cuối mùa giải 2018-19.
| Câu lạc bộ                   | Năm thành lập | Giải                   | Hạng | Sân nhà                                                | Sức chứa |
| ---------------------------- | ------------- | ---------------------- | ---- | ------------------------------------------------------ | -------- |
| Hertha BSC                   | 1892          | Bundesliga             | 1    | Olympiastadion                                         | 74,475   |
| 1. FC Union Berlin           | 1966          | Bundesliga             | 1    | Stadion An der Alten Försterei                         | 22,012   |
| Berliner FC Dynamo           | 1966          | Regionalliga Nordost   | 4    | Friedrich-Ludwig-Jahn-Sportpark                        | 19,708   |
| FC Viktoria 1889 Berlin      | 1889          | Regionalliga Nordost   | 4    | Stadion Lichterfelde                                   | 4,300    |
| Berliner AK 07               | 1907          | Regionalliga Nordost   | 4    | Poststadion                                            | 10,000   |
| VSG Altglienicke             | 1946          | Regionalliga Nordost   | 4    | Friedrich-Ludwig-Jahn-Sportpark                        | 19,708   |
| SV Lichtenberg 47            | 1947          | Regionalliga Nordost   | 4    | Hans-Zoschke-Stadion                                   | 10,000   |
| Tennis Borussia Berlin       | 1902          | NOFV-Oberliga Nord     | 5    | Mommsenstadion                                         | 15,005   |
| SpVg Blau-Weiß 90 Berlin     | 1992          | NOFV-Oberliga Nord     | 5    | Sportplatz an der Rathausstraße (Union-Platz)          | 3,000    |
| FC Hertha 03 Zehlendorf      | 1903          | NOFV-Oberliga Nord     | 5    | Ernst-Reuter-Sportanlage                               | 4,000    |
| CFC Hertha 06                | 1903          | NOFV-Oberliga Nord     | 5    | Sportplatz Sömmeringstraße                             | 3,000    |
| SC Staaken                   | 1919          | NOFV-Oberliga Nord     | 5    | Sportpark Staaken                                      | 1,500    |
| SV Tasmania Berlin           | 1973          | Berlin-Liga            | 6    | Sportpark Neukölln                                     | 3,500    |
| BFC Preussen                 | 1894          | Berlin-Liga            | 6    | Preussen-Stadion Malteserstraße                        | 3,000    |
| Berliner Sport-Club          | 1892          | Berlin-Liga            | 6    | Hubertussportplatz                                     | 3,000    |
| SC Charlottenburg            | 1898          | Berlin-Liga            | 6    | Mommsenstadion                                         | 15,005   |
| SFC Stern 1900               | 1900          | Berlin-Liga            | 6    | Sportplatz Schildhornstraße                            | 1,000    |
| TuS Makkabi                  | 1970          | Berlin-Liga            | 6    | Julius-Hirsch-Sportanlage                              | 1,000    |
| SV Empor Berlin              | 1949          | Berlin-Liga            | 6    | Friedrich-Ludwig-Jahn-Sportpark                        | 19,708   |
| Türkiyemspor Berlin          | 1978          | Berlin-Liga            | 6    | Willy-Kressmann-Stadion                                | 5,000    |
| SD Croatia Berlin            | 1972          | Berlin-Liga            | 6    | Friedrich-Ebert-Stadion                                | 4,500    |
| BSV Al-Dersimspor            | 1993          | Berlin-Liga            | 6    | Laskersportplatz                                       | 2,000    |
| FC Brandenburg 03            | 1903          | Landesliga, Staffel 1  | 7    | Sportplatz Sömmeringstraße                             | 3,000    |
| SV Blau-Weiß Hohen Neuendorf | 1920          | Landesliga, Staffel 2  | 7    | Sportplatz Niederheide                                 | 2,000    |
| FC Spandau 06                | 2003          | Landesliga, Staffel 2  | 7    | Stadion am Ziegelhof (Sportplatz Ziegelhof)            | 3,000    |
| Spandauer SC Teutonia 99     | 1899          | Landesliga, Staffel 2  | 7    | Stadion Hakenfelde                                     | 1,500    |
| Berliner SV 1892             | 1892          | Bezirksliga, Staffel 1 | 8    | Stadion-Wilmersdorf                                    | 2,500    |
| BSC Kickers 1900             | 1900          | Bezirksliga, Staffel 1 | 8    | Sportplatz Monumentenstraße                            | 2,000    |
| 1. FC Lübars 1962            | 1962          | Bezirksliga, Staffel 1 | 8    | Sportplatz Schluchseestraße                            | 500      |
| SC Union 06 Berlin           | 1950          | Bezirksliga, Staffel 2 | 8    | Poststadion                                            | 10,000   |
| BFC Meteor 06                | 1906          | Bezirksliga, Staffel 3 | 8    | Hanne-Sobek-Sportanlage                                | 3,000    |
| FV Wannsee                   | 1896          | Kreisliga A, Staffel 2 | 9    | Stadion Wannsee                                        | 5,000    |
| BSC Marzahn                  | 1985          | Kreisliga A, Staffel 3 | 9    | Sportanlage Schönagelstraße                            | 1,000    |
| Friedrichshagener SV 1912    | 1912          | Kreisliga A, Staffel 4 | 9    | Sportanlage Friedrichshagen (Sportplatz am Wasserwerk) | 2,500    |
| SV Nord Wedding 1893         | 1893          | Kreisliga A, Staffel 4 | 9    | Sportanlage Kühnemannstraße (Werner-Kluge-Sportplatz)  | 2,000    |
| SC Minerva 93 Berlin         | 1893          | Kreisliga A, Staffel 4 | 9    | Chausseestraße                                         | 5,000    |
| Berliner FC Alemannia 1890   | 1890          | Kreisliga B, Staffel 4 | 10   | Sportanlage Kienhorstpark                              | 7,000    |
| BFC Germania                 | 1888          | Kreisliga B, Staffel 5 | 10   | Sportplatz an der Götzstraße                           | 1,000    |
| FC Polonia Berlin            | 2012          | Kreisliga B, Staffel 5 | 10   | Borsigplatz                                            | 1,000    |

1. The history of 1. FC Union Berlin begins with football club FC Olympia 06 Oberschöneweide, founded in 1906.
2. Berliner FC Dynamo originally began as a football department of SC Dynamo Berlin, founded in 1954.
3. The history of VSG Altglienicke can be traced to sports association MTV Spieß, founded in 1883.
4. SpVg Blau-Weiß 90 Berlin is the successor club of Blau-Weiß 1890 Berlin, founded in 1890.
5. SV Tasmania Berlin is the successor club of SC Tasmania 1900 Berlin, founded in 1900.
6. TuS Makkabi Berlin was founded in continuation of the tradition of jewish sports association Bar Kochba Berlin, founded in 1898.
7. FC Spandau 06 was formed from a merger of several local clubs, among them, Spandauer BC 06, which was the continuation of SC Britannia 06 Spandau, founded in 1906.
8. SC Union 06 Berlin share a common origin with 1. FC Union Berlin, in fotball club FC Olympia 06 Oberschöneweide, founded in 1906.
9. FC Polonia Berlin claims the heritage of polish sports association PKS Berlin, founded in 1911.

### Bóng đá nữ
Tính đến cuối mùa giải 2018.
| Club                         | Women's team formed | League                      | Level | Home Ground                                   | Capacity |
| ---------------------------- | ------------------- | --------------------------- | ----- | --------------------------------------------- | -------- |
| 1. FC Union Berlin           | 1990                | Frauen-Regionalliga Nordost | 3     | Fritz-Lesch-Sportanlage                       | 3,000    |
| FC Viktoria 1889 Berlin      | 1975                | Frauen-Regionalliga Nordost | 3     | Stadion Lichterfelde                          | 4,300    |
| BSC Marzahn                  | 2001                | Frauen-Regionalliga Nordost | 3     | Sportpanlage Franz-Stenzer-Straße             | 1,200    |
| SV Blau-Weiß Hohen Neuendorf | 2001                | Frauen-Regionalliga Nordost | 3     | Sportplatz Niederheide                        | 2,000    |
| SFC Stern 1900               | 2003                | Frauen-Regionalliga Nordost | 3     | Sportplatz Schildhornstraße                   | 300      |
| SC Staaken                   | 2003                | Frauen Berlin-Liga          | 4     | Sportpark Staaken                             | 1,500    |
| SV Lichtenberg 47            | 1971                | Frauen Berlin-Liga          | 4     | Sportplatz Storkower Straße                   | -        |
| SpVg Blau-Weiß 90 Berlin     | 2008                | Frauen Berlin-Liga          | 4     | Sportplatz an der Rathausstraße (Union-Platz) | 3,000    |
| Türkiyemspor Berlin          | 2009                | Frauen Berlin-Liga          | 4     | Willi-Kressmann-Stadion                       | 5,000    |
| FC Hertha 03 Zehlendorf      | 2001                | Frauen Berlin-Liga          | 4     | Ernst-Reuter-Sportfeld                        | 4,500    |
| BSC Kickers 1900             | 1979                | 7er Frauen Landesliga       | 5     | Sportplatz Monumentenstraße                   | 2,000    |

## Các giải đấu lớn

### Thế vận hội Olympic mùa hè 1936
Bóng đá tại Thế vận hội Mùa hè 1936 ở Berlin đã chứng kiến các trận đấu vòng bảng và tứ kết được tổ chức tại ba địa điểm ở thủ đô: Poststadion, Mommsenstadion và Stadion am Gesundbrunnen (sân của Hertha từ năm 1924 đến 1974). Tất cả các trận đấu sau vòng tứ kết được tổ chức tại Sân vận động Olympic và Ý đã đánh bại Áo 2-1 trong trận chung kết vào ngày 15 tháng 8.

### 1974 World Cup bảng A

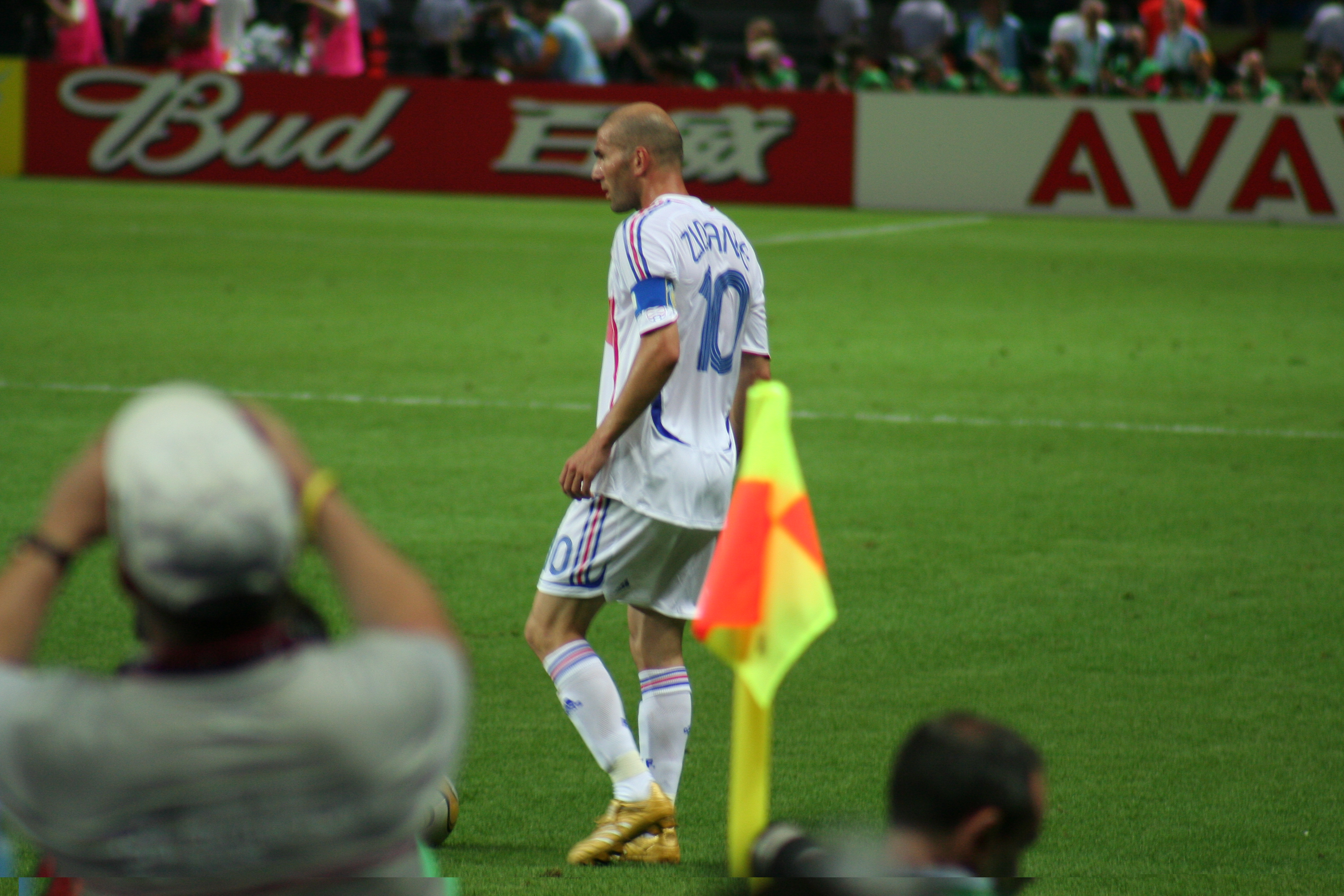
Zinedine Zidane tại Chung kết FIFA World Cup 2006 tại Berlin.

Bảng A tại FIFA World Cup 1974 có ba trận đấu tại Sân vận động Olympic của Berlin, tất cả đều liên quan đến Chile, với Tây Đức, Đông Đức và Úc. Tây Đức thắng 1-0, mặc dù các trận đấu khác là hòa. Trận đấu nổi tiếng giữa hai đội Đức lần duy nhất trong lịch sử, tuy nhiên, đã được chơi ở Hamburg.

### Chung kết FIFA World Cup 2006
Trận chung kết FIFA World Cup 2006 được tổ chức vào ngày 9 tháng 7 năm 2006 tại Olympiastadion của Berlin để xác định đội vô địch FIFA World Cup 2006. Ý đánh bại Pháp trong loạt đá luân lưu sau khi trận đấu hòa 1-1 sau hiệp phụ. Zinedine Zidane của Pháp đã bị đuổi khỏi sân trong trận đấu cuối cùng của anh ấy, vì đã húc vào ngực của Marco Materazzi của Ý để trả thù những lời lăng mạ bằng lời nói.

### Chung kết UEFA Champions League 2015
Trận chung kết UEFA Champions League 2015 được tranh tài vào ngày 6 tháng 6 năm 2015, giữa Juventus và Barcelona. Barcelona đánh bại Juventus 3-1 để giành chiếc cúp thứ năm trong lịch sử.